# Zahana
Zahana (în arabă زھانة) este o comună din provincia Mascara, Algeria.
Populația comunei este de 21.850 de locuitori (2008).